# Chishui He
Der  Chishui He (chinesisch 赤水河, Pinyin Chìshuǐ Hé – „Rotwasser-Fluss“) ist ein Nebenfluss des oberen Jangtsekiang im Grenzgebiet der südwestchinesischen Provinzen Guizhou und Sichuan, in den er auf dem Gebiet von Sichuan mündet. 
Er entspringt in der Provinz Yunnan im Gebiet des Kreises Zhenxiong, durchfließt Heshui in der Provinz Guizhou und mündet in Hejiang in der Provinz Sichuan in den Jangtse-Fluss. 
Seine Länge beträgt 523 km, sein Einzugsgebiet ca. 20.000 Quadratkilometer. Seine wichtigsten Nebenflüsse sind Erdao He (二道河), Tongzi He (桐梓河), Gulin He (古蔺河), Datong He (大同河) und Xishui He (习水河).
Berühmte Stätten der chinesischen Schnapsproduktion liegen an diesem Fluss, wo Maotai (茅台酒), Xi (习酒) und Lang produziert werden.
Beim Langen Marsch überquerte die Chinesische Rote Armee der Arbeiter und Bauern den Fluss zwischen Januar und März 1935 mehrmals, um Verfolger abzuschütteln (englisch Four Crossings of the Chishui River). Die „Stätte der Vierfachen Überquerung des Flusses Chishui durch die Rote Armee (1935)“ (紅軍四渡赤水戰役舊址 / 红军四渡赤水战役旧址,  Hóngjūn Sìdù Chìshuǐ Zhànyì jiùzhǐ) in Xishui (Zunyi), Guizhou, steht seit 2006 auf der Liste der Denkmäler der Volksrepublik China (6-1048).

## Nachschlagewerke
- Cihai („Meer der Wörter“), Shanghai cishu chubanshe, Shanghai 2002, ISBN 7-5326-0839-5